# Romuald Ochotny
Romuald Maciej Ochotny (ur. 7 lutego 1949) – polski kardiolog, profesor nauk medycznych; profesor zwyczajny w I Katedrze i Klinice Kardiologii Wydziału Lekarskiego II Uniwersytetu Medycznego w Poznaniu (Szpital Przemienienia Pańskiego). 

## Życiorys
Dyplom lekarski uzyskał na Akademii Medycznej w Poznaniu (obecnie Uniwersytet Medyczny) i na tej uczelni zdobywał kolejne stopnie naukowe i awanse akademickie. Posiada specjalizację z chorób wewnętrznych oraz z kardiologii.
Habilitował się w 1991 na podstawie oceny dorobku naukowego i rozprawy pt. Ocena zaburzeń rytmu u chorych operowanych z powodu wad serca. W I Klinice Kardiologii poznańskiego Uniwersytetu Medycznego kieruje Pracownią Zaburzeń Rytmu Serca. Tytuł naukowy profesora nauk medycznych został mu nadany w 2003.
Na dorobek naukowy R. Ochotnego składa się szereg opracowań oryginalnych publikowanych m.in. w czasopismach takich jak: „American Journal of Cardiology", „Przegląd Lekarski” oraz „Kardiologia Polska”.
Należy m.in. do Polskiego Towarzystwa Kardiologicznego.